# Обикновена зимнична мокрица
Обикновените зимнични мокрици (Porcellio scaber) са вид висши ракообразни от семейство Porcellionidae. Произлизат от Европа, но са се разпространили по целия свят. Хранят се с гниеща растителна маса.
Таксонът е описан за пръв път от Пиер-Андре Латрей през 1804 година.